# Orchis sancta
Orchis sancta,  es una especie botánica de planta con flor incluida en el género de orquídeas Orchis de la subfamilia Orchidoideae en la familia Orchidaceae.  Se distribuyen por el Mediterráneo oriental. Son de hábitos terrestres y tienen tubérculos.

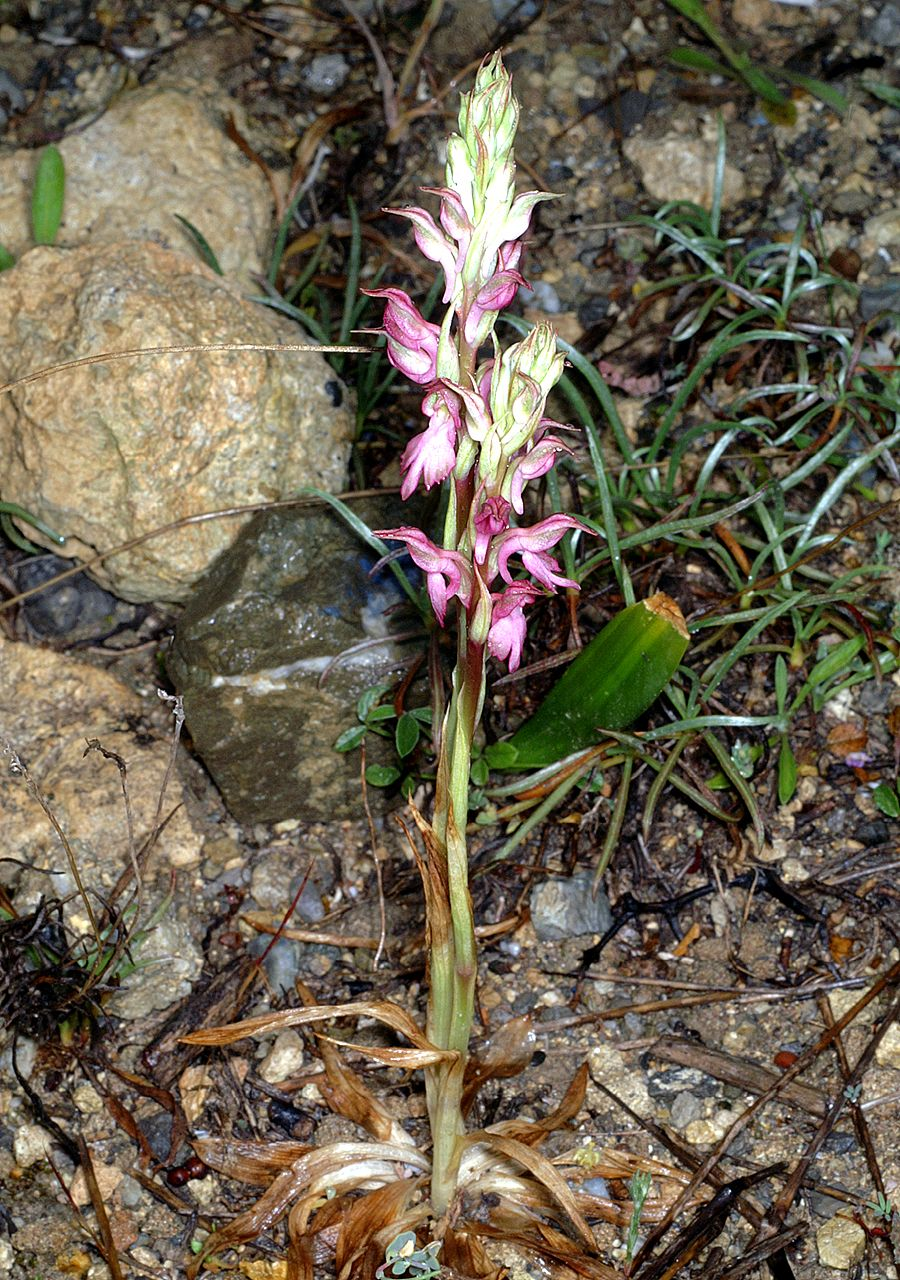
Vista de la planta en su hábitat

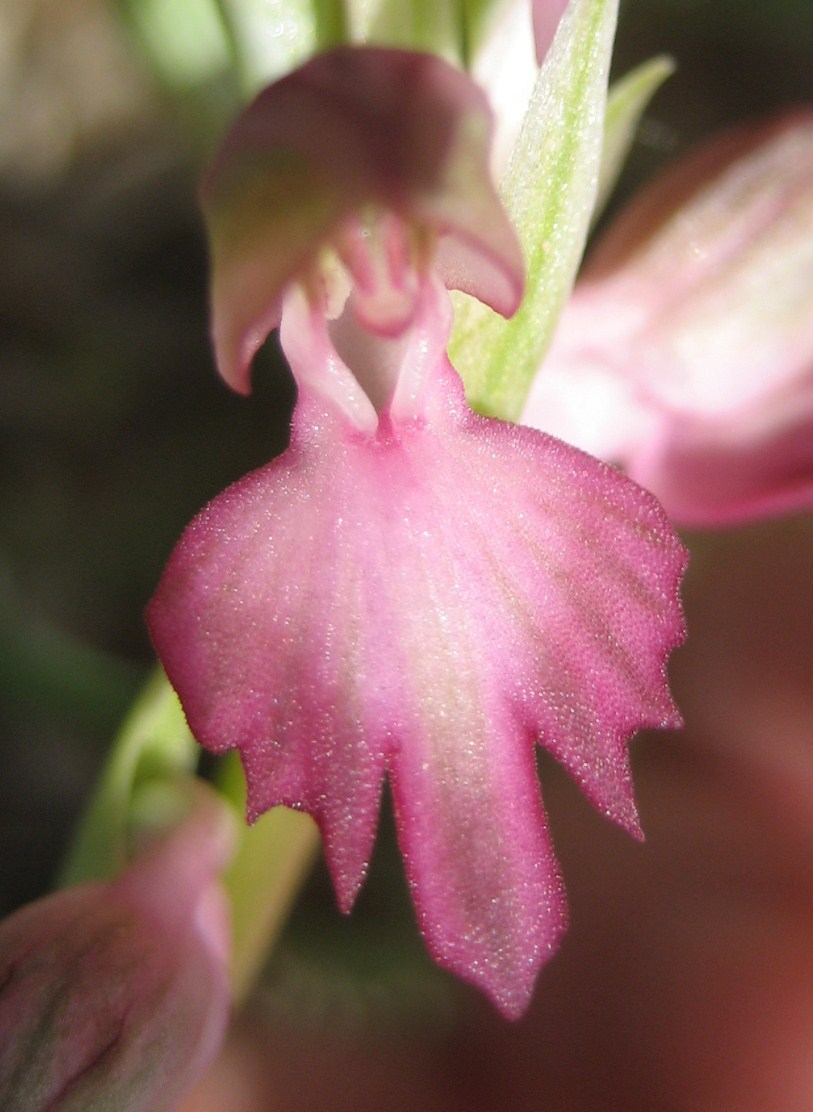
Detalle de la flor

## Descripción
Las hojas son oblongas con una longitud de 5 cm, crecen desde los nódulos subterráneos que tienen un tamaño máximo de 6 cm y son redondos

Las inflorescencias que son erectas en espiga oblonga a cilíndrica, salen de la roseta basal de hojas estando cubierto el tallo en 1/3 por una bráctea color verde claro.

Presenta una densa floración con flores pequeñas. Los tres sépalo son iguales en tamaño estando soldados convergentes hacia el centro, formando una especie de casco, que cubre la columna. Los sépalos presentan un color púrpura  uniforme en el haz, y  de color rosado menos intenso en el envés.
 
El labelo sobresale debajo del casco 2/3 partes es de color rosa intenso más o menos uniforme.  El labelo presenta una indentación en el extremo de la parte inferior con dos lóbulos laterales más anchos y el apéndice intermedio más estrecho y alargado. Los dos lóbulos, uno a cada lado en la parte inferior que están ligeramente arqueados hacia fuera y hacia abajo con pequeñas identaciones laterales. Estos lóbulos le dan el aspecto de letra H al labelo. Tiene dos pétalos más muy reducidos que se arquean hacia arriba uniéndose a los sépalos en la formación del casco.
 
Floreciendo desde abril hasta junio. El color puede variar desde blanco a diferentes tonos de rosa.

## Hábitat
Se desarrolla en prados y terrenos a la luz solar directa o media sombra.
Es nativa del área del Mediterráneo oriental, Grecia, isla de Creta, Turquía, Líbano, y Siria .

## Usos medicinales
La harina de sus tubérculos llamada salep es muy nutritiva y demulcente. Se usa en dietas especiales de convalecientes y niños. Es muy rica en mucílago y forma una demulcente y suave gelatina que se usa para el canal gastrointestinal irritado. Una parte de harina con cincuenta partes de agua son suficientes para formar la gelatina. El tubérculo para preparar la harina debe ser recolectado cuando la planta está recién seca después de la floración y cuando ha soltado las semillas.

## Taxonomía
Orchis sancta fue descrita por Carlos Linneo  y publicado en Flora Palaestina n. 512.
Etimología
Estas  orquídeas reciben su nombre del griego όρχις "orchis", que significa testículo, por la apariencia de los tubérculos subterráneos en algunas especies terrestres. La palabra 'orchis' la usó por primera vez  Teofrasto (371/372 - 287/286 a. C.), en su libro  "De historia plantarum" (La historia natural de las plantas). Fue discípulo de Aristóteles y está considerado como el padre de la Botánica y de la Ecología.
sancta epíteto geográfico por encontrase en la zona de la Tierra Santa. 
Sinonimia
- Anacamptis sancta (L.) R.M.Bateman, Pridgeon & M.W.Chase 1997
- Anacamptis urvilleana Somm. & Gatto 1915
- Anteriorchis sancta (L.) E.Klein & Strack 1989
- Orchis coriophora subsp. sancta (L.) Hayek
- Orchis coriophora var. sancta (L.) Rchb. fil.
- Orchis urvilleana Steud. 1840